# Mustang Holding
Die Mustang Holding GmbH ist eine Holding-Gesellschaft mit verschiedenen Tochtergesellschaften, welche über die Mustang GmbH eine gleichnamige Jeans- und Lifestylemarke als Eigenmarke anbietet. Die Mustang-Gruppe ist mit neun Standorten in Europa, Russland und China vertreten und hat ihren Hauptsitz im Schwäbisch Haller Stadtteil Hessental.

## Geschichte

### Gründung und Nachkriegszeit
Das Textilunternehmen Mustang wurde am 2. Mai 1932 von Luise Hermann als L. Hermann Kleiderfabrik in Künzelsau als Reaktion auf das stagnierende Holzhandelsgeschäft ihres Ehemannes Heinrich Hermann gegründet. Neben der Inhaberin waren sechs Näherinnen beschäftigt. Das Unternehmen fertigte Arbeitskleidung und stattete Wehrmacht und Reichsarbeitsdienst mit Drillichanzügen aus.
Der Sohn der Unternehmensgründerin, Rolf Hermann (1926–2008), und ihr Schwiegersohn Albert Sefranek (1920–2014) traten 1945 in das Familienunternehmen ein. Albert Sefranek tauschte 1948 in einer Frankfurter Bar bei US-Soldaten sechs Flaschen Schnaps gegen sechs Jeans. Diese Jeans wurden zum Muster für die ersten Jeans des Unternehmens genommen. Noch 1948 wurde ein erster Auftrag über 300 blaue sogenannte „Amihosen“ – die Jeans – angenommen. Damit war das Unternehmen in Europa der erste Anbieter von Jeans. Ein Jahr später begann die Serienproduktion, zunächst aus Köper für Arbeitskleidung, später aus echtem importiertem US-Denim. Die Anfangsjahre waren schwierig: Jeans galten im Nachkriegsdeutschland anfangs schon aufgrund ihres engen Schnitts als ordinär, wurden zunächst mit den Alliierten und später mit dem linken Spektrum assoziiert. Im Jahr 1953 stellte Mustang die erste Jeans für Damen her, die als Girl’s Campinghose angeboten wurde, im Jahr 1955 ergänzte eine Jeans aus Cordstoff die Palette.

### American Way of Life
Die Marke Mustang-Jeans wurde, inspiriert vom damals populär werdenden American Way of Life, von Sefranek 1958 eingeführt und geschützt. Als Unternehmenslogo wählte er dazu passend dem Mustang nachempfundene, stilisierte Pferde. Vorher wurde die Jeans als „Cowboyhose“ geführt. Eine hochpreisige Mustang Jeans kostete damals um die 20 Mark (nach heutiger Kaufkraft 57 Euro). 1961 brachte das Unternehmen unter der Marke Mustang die weltweit erste Stretchjeans auf den Markt. Mitte der 1960er Jahre bestellte Kaufhof die ersten Modelle, was für Mustang den Einzug in den bundesweiten Einzelhandel bedeutete. Mitte der 1960er stand Mustang kurz vor der Übernahme des Alleinvertriebs von Levi’s-Jeans in Deutschland, bis die Amerikaner einen Rückzieher machten und später eine eigene Tochtergesellschaft gründeten. 1971 wurde die gesamte Produktion von Berufskleidung auf Jeansmode umgestellt. 1972 entwarf Mustang die Freizeitkleidung der westdeutschen Mannschaft zu den Olympischen Sommerspielen in München. 1973 wurde die L. Hermann KG in Mustang Bekleidungswerke GmbH + Co. umbenannt. Ende der 1970er wurde die Jeans-Kollektion um Jacken und Oberteile ergänzt. Ab 1981 expandierte das Unternehmen mit Tochtergesellschaften ins europäische Ausland, so nach Frankreich und Portugal.

### Lizenzgeschäft und Szene-Marketing
1989 erhielt Mustang die Lizenz für JOOP!-Jeans, die erst 2003 mit dem Verkauf der Marke JOOP! auslief. Ab 1993 bis 1999 bestand ein Lizenzvertrag mit dem belgischen Designer Walter Van Beirendonck für Produktion und Vertrieb seiner extravaganten Streetwear-Marke W&LT – Wild And Lethal Trash, für die weltweit auch eigene Shops betrieben wurden. Danach wurde W&LT von Mustang in Eigenregie weitergeführt und im Frühjahr 2003 eingestellt, um sich auf die Kernmarke zu konzentrieren. Mitte der 1990er startete Mustang im Rahmen eines Szene-Marketingkonzepts zusammen mit dem Musiksender VIVA das JAM – Jeans and Music Projekt, das eine wöchentliche TV-Sendung, ein Magazin, die Mustang Roadshow mit Live-Konzerten, den CD-Sampler Jamtrax und das Sponsoring von Groß-Events wie Rock am Ring umfasste und der Marke Mustang einen beachtenswerten Imagegewinn bescherte. Darüber hinaus bestanden ein Sponsoring-Vertrag mit der Rockband Scorpions und Aktivitäten auf der Kölner Musikmesse Popkomm. Seit 1999 werden unter der Marke Mustang in Lizenz von externen Unternehmen auch Schuhe (ab Ende 2005), Gürtel, Taschen (ab 2002), Unterwäsche (ab 2005), Strümpfe, Düfte (ab 2006) und Uhren (ab Ende 2005) angeboten. Seit 2000 kooperiert Mustang zudem mit Willy Bogner und stellte für die 2001 lancierte Lizenz-Marke Bogner Jeans unter anderem Produkte wie die 6-Pocket-Jeans oder eine Skifahrerjeans her. 2005 wurde ein Lizenzvertrag mit Wolfgang Joops 1999 lancierter Marke Wunderkind zwecks Fertigung von Jeans unterzeichnet, welcher allerdings 2006 wieder aufgegeben wurde.

### Jeansmarkt-Krise
Für die Produktion von Jeans wurden im Jahre 1997 täglich 29.900 Meter Denim für 23.000 Jeans benötigt. In 24 Ländern arbeiteten 2.000 Mitarbeiter im Unternehmen und seinen Tochtergesellschaften. Die Familie Hermann zog sich 1990 aus dem Unternehmen zurück und übergab ihre Anteile an Albert Sefranek. An seinem 75. Geburtstag schied Sefranek 1995 aus der Unternehmensleitung aus und übergab die Geschäfte an seinen Sohn, Heiner Sefranek (* 1948), der seit 1974 im Unternehmen beschäftigt ist. Ende der 1990er Jahre befand sich der Jeans-Markt in einer Krise, die Nachfrage ging zurück, die Preiskämpfe der Hersteller nahmen zu. Mustang schloss die Produktionsstätte am Stammsitz Künzelsau, wo noch 15 % des Gesamtvolumens hergestellt wurden, und baute Personal ab. Umfangreiche Umstrukturierungsmaßnahmen dauerten bis Anfang der 2000er Jahre an. Die Produktionsstätte in Portugal wurde 2002 geschlossen.

### Vertikalisierung
Die späten 2000er Jahre waren ebenso schwierige Zeiten für Mustang, nachdem 2004 eine Trendwende erreicht worden war. Ende 2005 war die Entscheidung gefallen, die Eigenfertigung und damit die Werke in Polen und Russland aufzugeben. Im Jahr 2007 schloss das Unternehmen das letzte eigene Werk im ungarischen Marcali. Die Vertikalisierung des Unternehmens wurde vollzogen. 2006 wurde ein Verlust von 6,2 Mio. Euro verbucht. Der Umsatz lag bei 96 Mio. Euro, zehn Jahre zuvor war dieser noch mehr als doppelt so hoch ausgefallen. Die Belegschaft in Deutschland wurde auf ein Drittel reduziert. Die Herstellung der Textilien erfolgt nun in Auftragsfertigung, vor allem in China und anderen Staaten im Fernen Osten. Am Unternehmenssitz verblieb eine Design-, Schnitt- und Waschabteilung.

### Mustang heute
2008 ernannte Heiner Sefranek Theo Birkemeyer (* 1962), der seit 2006 im Marketing des Unternehmens tätig war und Ende der 1980er Jahre schon einmal für Mustang gearbeitet hatte, zu seinem Nachfolger als CEO. Mustang betrieb im Jahr 2008 weltweit 190 eigene Ladengeschäfte, in denen ausschließlich eigene Produkte verkauft werden. Der erste Mustang-Laden in Deutschland wurde 1999 in Düsseldorf eröffnet, im Frühjahr 2010 wurde das 50. deutsche Mustang-Geschäft in Hamburg eingeweiht. Ende 2009 siedelte Mustang eine Niederlassung für den Einzelhandel in Frankfurt am Main an und eröffnete einen Flagship-Store in der Innenstadt. Im Herbst 2009 ging der Mustang-Onlineshop online. Das Geschäftsjahr 2009 schloss das Unternehmen mit positivem Ergebnis ab.
In Moskau und Hongkong bestehen Tochtergesellschaften. 2010 wurde in der Mustang GmbH als Holdinggesellschaft das Einzelhandelsgeschäft, Mustang Store, und das Großhandelsgeschäft, Mustang Jeans, getrennt. Am 18. Mai 2010 wurde Albert Sefranek, der noch immer repräsentative Termine für Mustang wahrnahm, 90 Jahre alt. Im Juni 2011 übernahm Heiner Sefranek wieder die Geschäftsführung.
Anfang Oktober 2011 wurde bekanntgegeben, dass die Familie Sefranek ihre Mehrheit am Unternehmen, das sich seit seiner Gründung nahezu 80 Jahre in Familienbesitz befand, abgibt; Haupteigentümer ist nun eine aus 14 Gesellschaftern bestehende Investorengruppe um die Beteiligungsgesellschaft ACapital Beteiligungsberatung GmbH aus Frankfurt am Main. Die Familie Sefranek behielt bei der Übernahme nur 10 Prozent der Firmenanteile. Albert Sefranek, welcher in der deutschen Textil-Industrie Mister Jeans genannt wurde, starb am 2. März 2014.
2020 wurde der Hauptsitz der Holdinggesellschaft mitsamt den einzelnen Tochtergesellschaften in Deutschland von Künzelsau in den Schwäbisch Haller Stadtteil Hessental verlegt.

### Mustang-Museum
2007 eröffnete das Unternehmen anlässlich des 75-jährigen Jubiläums ein eigenes Museum in der Austraße 10 in Künzelsau, im ehemaligen Wohnhaus der Gründerin Luise Hermann.